# Swainby with Allerthorpe
Swainby with Allerthorpe – civil parish w Anglii, w North Yorkshire, w dystrykcie (unitary authority) North Yorkshire. W 2001 civil parish liczyła 11 mieszkańców. W obszar civil parish wchodzi także Allerthorpe.